# Pachydissus tatei
Pachydissus tatei es una especie de escarabajo longicornio del género Pachydissus, tribu Cerambycini, subfamilia Cerambycinae. Fue descrita científicamente por Blackburn en 1890.

## Descripción
Mide 33 milímetros de longitud.

## Distribución
Se distribuye por Australia.